# City Airport Manchester
City Airport Manchester (Manchester/Barton) är en flygplats i Storbritannien.   Den ligger i distriktet Salford i Greater Manchester i riksdelen England, i den centrala delen av landet, 260 km nordväst om huvudstaden London. City Airport Manchester ligger 23 meter över havet.
Terrängen runt City Airport Manchester är platt. Runt City Airport Manchester är det mycket tätbefolkat, med 1 956 invånare per kvadratkilometer. Närmaste större samhälle är Manchester, 10,1 km öster om City Airport Manchester. Runt City Airport Manchester är det i huvudsak tätbebyggt.